# Soera De Toewijding
Soera De Toewijding (Arabisch: الْإِخْلَاص, al-ikhlas) is de honderdtwaalfde soera van de Koran.
De soera is vernoemd naar de toewijding in het geloof, echter niet specifiek genoemd in deze soera. De soera maakt duidelijk dat God één is.

## Verzen en vertaling
Vertaling: M. F. Abdelsalaam
بِسْمِ ٱللَّٰهِ ٱلرَّحْمَـٰنِ ٱلرَّحِيمِ ۝
Bismi l-lāhi r-raḥmāni r-raḥīm(i)
In de naam van Allah, de meest Barmhartige, de meest Genadevolle.
قُلْ هُوَ ٱللَّهُ أَحَدٌ ۝١
¹ qul huwa llāhu aḥad(un)
Zeg: “Hij is Allah, de Enige.
ٱللَّهُ ٱلصَّمَدُ ۝٢
² allāhu ṣ-ṣamad(u)
Allah is Zichzelf- genoeg, Eeuwig.
لَمْ يَلِدْ وَلَمْ يُولَدْ ۝٣
³ lam yalid wa-lam yūlad
Hij verwekte niet, noch werd Hij verwekt.
وَلَمْ يَكُن لَّهُۥ كُفُوًا أَحَدٌۢ ۝٤
⁴ wa-lam yaku l-lahū kufuwan aḥad(um)
En niemand is Hem in enig opzicht gelijk.”

## Bijzonderheden
De soera geeft aan dat God niet verwekt is. Het kan een verwijzing zijn naar de non-dualiteit, de eenheid van het bestaan.
Aya 1 is vergelijkbaar met Deuteronomium 6:4; God is één.